# ツルマルボーイ
ツルマルボーイ（欧字名:Tsurumaru Boy、1998年3月5日 - ）は日本の競走馬および種牡馬である。主な勝ち鞍は、2004年の安田記念（GI）、2002年の金鯱賞（GII）、中京記念（GIII）。
父と母を管理した橋口弘次郎厩舎に所属していた。

## 戦績

### 2歳・3歳時
2000年の夏、小倉競馬でデビューし勝利。その後は小倉3歳ステークス（当時）など、重賞やオープン特別に出走するが、上位人気に応えられない競馬が続いていた。2001年春、自己条件（500万下条件）に戻って2戦目の矢車賞で2勝目を挙げる。その後は同年の冬まで休養し、復帰後も勝利はなくその年は条件馬として終わる。

### 4歳時
年明け早々の1000万下条件を勝利し、続く飛鳥ステークス（1600万下条件）を3着。格上挑戦となった中京記念で重賞初勝利を飾る。その後、大阪杯5着を経て、メトロポリタンステークス優勝、中京記念と同舞台の金鯱賞ではエアシャカールを差し切り優勝した。GI初挑戦となった宝塚記念ではダンツフレームにクビ差及ばず2着と惜敗。秋は京都大賞典2着のあと、天皇賞（秋）では11着と惨敗を喫する。このあと、蕁麻疹のため翌年まで休養する。

### 5歳時
GI路線の常連となるが、天皇賞（春）は4着、宝塚記念、天皇賞（秋）は連続2着、ジャパンカップは重馬場のなか15着と大敗、有馬記念は4着と、あと一息のところでなかなかGIに手が届かず、もどかしい競馬が続いた。

### 6歳時
緒戦となった大阪杯6着後、天皇賞（春）を回避し安田記念に出走。騎手もそれまでの横山典弘から安藤勝己へと乗り変わる。単勝6番人気であったが差し切り念願のGI初制覇を飾る。その年の有馬記念8着を最後に現役を引退し、種牡馬となる。

## エピソード
- オーナーサイドから当時JRA移籍2年目であった安藤勝己に乗ってもらいたいという要望があり、安田記念での初騎乗になった[3]。（結果は見事にGI初制覇。）
- 安田記念当日の朝、雨が降っているのを見て橋口弘次郎調教師は「〝これは勝負にならん〟と思ったから、もう東京競馬場には行かず、そのまま新幹線に乗ろうかと思ったよ」と冗談交じりに語っている[3]。

## 競走成績
以下の内容は、netkeiba.comの情報に基づく。
| 競走日     | 競馬場 | 競走名              | 格     | 距離（馬場）  | 頭数 | 枠番 | 馬番 | オッズ （人気） | 着順 | タイム （上がり3F） | 着差 | 騎手     | 斤量[kg] | 1着馬（2着馬）         | 馬体重 |
| ---------- | ------ | ------------------- | ------ | ------------- | ---- | ---- | ---- | --------------- | ---- | ------------------- | ---- | -------- | -------- | ---------------------- | ------ |
| 2000.07.15 | 小倉   | 3歳新馬             |        | 芝1200m（良） | 10   | 5    | 5    | 04.1（03人）    | 01着 | 01:10.0（35.1）     | -0.0 | 高橋亮   | 53       | （ブラックシルエット） | 448    |
| 0000.9.03  | 小倉   | 小倉3歳S            | GIII   | 芝1200m（重） | 17   | 4    | 8    | 04.1（01人）    | 10着 | 01:12.3（37.0）     | -1.2 | 高橋亮   | 53       | リキセレナード         | 442    |
| 0000.10.14 | 京都   | デイリー杯3歳S      | GII    | 芝1600m（良） | 14   | 4    | 6    | 05.8（03人）    | 05着 | 01:35.0（35.7）     | -0.4 | 松永幹夫 | 53       | フジノテンビー         | 436    |
| 0000.11.12 | 京都   | 京都3歳S            | OP     | 芝1800m（良） | 6    | 2    | 2    | 05.1（03人）    | 04着 | 01:49.2（35.7）     | -0.6 | 松永幹夫 | 54       | シャワーパーティー     | 434    |
| 0000.12.17 | 中京   | 中京3歳S            | OP     | 芝1800m（良） | 15   | 5    | 8    | 05.8（02人）    | 05着 | 01:50.1（35.6）     | -0.4 | 高橋亮   | 54       | チアズブライトリー     | 432    |
| 2001.01.08 | 京都   | シンザン記念        | GIII   | 芝1600m（稍） | 16   | 1    | 1    | 07.5（03人）    | 06着 | 01:35.8（36.6）     | -0.4 | 高橋亮   | 55       | ダービーレグノ         | 434    |
| 0000.4.15  | 阪神   | 君子蘭賞            | 500万  | 芝1600m（良） | 18   | 3    | 5    | 03.5（02人）    | 07着 | 01:36.3（35.5）     | -0.5 | 高橋亮   | 55       | シゲルフェニックス     | 434    |
| 0000.5.13  | 京都   | 矢車賞              | 500万  | 芝1800m（良） | 12   | 1    | 1    | 03.6（02人）    | 01着 | 01:46.2（33.4）     | -0.2 | 河内洋   | 55       | （ホッコーダグラス）   | 428    |
| 0000.11.24 | 京都   | 3歳上1000万下       |        | 芝1400m（良） | 12   | 2    | 2    | 06.9（04人）    | 02着 | 01:22.3（33.6）     | -0.4 | 河内洋   | 55       | フジヤマシンゲキ       | 456    |
| 0000.12.16 | 阪神   | 3歳上1000万下       |        | 芝1600m（良） | 15   | 3    | 5    | 04.3（02人）    | 09着 | 01:35.4（35.1）     | -1.0 | 河内洋   | 55       | ミレニアムバイオ       | 458    |
| 0000.12.23 | 阪神   | クリスマスキャロルH | 1600万 | 芝2200m（良） | 10   | 1    | 1    | 07.7（04人）    | 03着 | 02:13.4（35.8）     | -0.3 | 松永幹夫 | 53       | トップコマンダー       | 456    |
| 2002.01.12 | 京都   | 4歳上1000万下       |        | 芝1800m（良） | 10   | 8    | 9    | 01.8（01人）    | 01着 | 01:48.0（34.8）     | -0.0 | 河内洋   | 56       | （ハートランドヒリュ） | 450    |
| 0000.2.10  | 京都   | 飛鳥S               | 1600万 | 芝2000m（良） | 13   | 5    | 7    | 06.9（05人）    | 03着 | 02:01.1（33.8）     | -0.2 | 河内洋   | 56       | キングフィデリア       | 448    |
| 0000.3.03  | 中京   | 中京記念            | GIII   | 芝2000m（良） | 14   | 8    | 14   | 05.5（03人）    | 01着 | 01:59.4（35.1）     | -0.8 | 河内洋   | 53       | （アンクルスーパー）   | 446    |
| 0000.3.31  | 阪神   | 産経大阪杯          | GII    | 芝2000m（良） | 14   | 4    | 5    | 010.4（05人）   | 05着 | 02:00.0（34.7）     | -0.9 | 河内洋   | 57       | サンライズペガサス     | 446    |
| 0000.4.21  | 東京   | メトロポリタンS     | OP     | 芝2300m（稍） | 11   | 6    | 6    | 07.0（04人）    | 01着 | 02:20.7（35.8）     | -0.2 | 横山典弘 | 55       | （レディパステル）     | 442    |
| 0000.5.25  | 中京   | 金鯱賞              | GII    | 芝2000m（良） | 18   | 5    | 9    | 03.7（02人）    | 01着 | 01:58.3（35.0）     | -0.2 | 横山典弘 | 57       | （エアシャカール）     | 448    |
| 0000.6.23  | 阪神   | 宝塚記念            | GI     | 芝2200m（良） | 12   | 7    | 9    | 09.3（04人）    | 02着 | 02:12.9（34.5）     | -0.0 | 河内洋   | 58       | ダンツフレーム         | 454    |
| 0000.10.06 | 京都   | 京都大賞典          | GII    | 芝2400m（良） | 8    | 4    | 4    | 02.7（02人）    | 02着 | 02:24.0（34.2）     | -0.4 | 河内洋   | 58       | ナリタトップロード     | 466    |
| 0000.10.27 | 中山   | 天皇賞（秋）        | GI     | 芝2000m（良） | 18   | 4    | 7    | 013.5（07人）   | 11着 | 01:59.3（34.2）     | -0.8 | 河内洋   | 58       | シンボリクリスエス     | 460    |
| 2003.04.06 | 阪神   | 産経大阪杯          | GII    | 芝2000m（良） | 15   | 7    | 13   | 03.9（02人）    | 03着 | 01:59.3（34.3）     | -0.2 | 武豊     | 58       | タガノマイバッハ       | 470    |
| 0000.5.04  | 京都   | 天皇賞（春）        | GI     | 芝3200m（良） | 18   | 2    | 4    | 06.9（02人）    | 04着 | 03:17.3（35.7）     | -0.3 | 横山典弘 | 58       | ヒシミラクル           | 460    |
| 0000.5.31  | 中京   | 金鯱賞              | GII    | 芝2000m（稍） | 14   | 4    | 5    | 03.5（01人）    | 02着 | 01:59.0（35.1）     | -0.1 | 横山典弘 | 58       | タップダンスシチー     | 458    |
| 0000.6.29  | 阪神   | 宝塚記念            | GI     | 芝2200m（良） | 17   | 5    | 9    | 030.4（08人）   | 02着 | 02:12.0（35.6）     | -0.0 | 横山典弘 | 58       | ヒシミラクル           | 458    |
| 0000.11.02 | 東京   | 天皇賞（秋）        | GI     | 芝2000m（良） | 18   | 4    | 7    | 09.6（05人）    | 02着 | 01:58.2（33.1）     | -0.2 | 横山典弘 | 58       | シンボリクリスエス     | 460    |
| 0000.11.30 | 東京   | ジャパンC           | GI     | 芝2400m（重） | 18   | 4    | 7    | 020.6（09人）   | 15着 | 02:31.9（38.1）     | -3.2 | 横山典弘 | 57       | タップダンスシチー     | 462    |
| 0000.12.28 | 中山   | 有馬記念            | GI     | 芝2500m（良） | 12   | 1    | 1    | 013.2（06人）   | 04着 | 02:32.2（35.2）     | -1.7 | 横山典弘 | 57       | シンボリクリスエス     | 454    |
| 2004.04.04 | 阪神   | 産経大阪杯          | GII    | 芝2000m（稍） | 11   | 1    | 1    | 07.6（04人）    | 06着 | 02:00.1（35.0）     | -0.5 | 横山典弘 | 57       | ネオユニヴァース       | 468    |
| 0000.6.06  | 東京   | 安田記念            | GI     | 芝1600m（稍） | 18   | 7    | 14   | 011.3（06人）   | 01着 | 01:32.6（34.0）     | -0.0 | 安藤勝己 | 58       | （テレグノシス）       | 460    |
| 0000.6.27  | 阪神   | 宝塚記念            | GI     | 芝2200m（良） | 15   | 7    | 13   | 07.0（04人）    | 06着 | 02:12.3（34.5）     | -1.2 | 安藤勝己 | 58       | タップダンスシチー     | 458    |
| 0000.10.31 | 東京   | 天皇賞（秋）        | GI     | 芝2000m（稍） | 17   | 3    | 5    | 08.6（03人）    | 04着 | 01:59.3（34.5）     | -0.4 | 蛯名正義 | 58       | ゼンノロブロイ         | 464    |
| 0000.12.26 | 中山   | 有馬記念            | GI     | 芝2500m（良） | 15   | 7    | 13   | 015.5（07人）   | 08着 | 02:30.5（35.1）     | -1.0 | 蛯名正義 | 57       | ゼンノロブロイ         | 462    |

## 種牡馬時代
2005年よりダンスインザダーク産駒初の後継種牡馬としてアロースタッドで繋養され、初年度は57頭に種付けを行い、その後32頭が血統登録された。
2008年、初年度産駒が競走馬デビューし、6月24日に旭川競馬場で行われた2歳未勝利戦をピエールフラミンゴが制し、産駒が初勝利を挙げた。2006年産の牡馬シャアはオープン入りし、オープン特別競走・オアシスステークスで2着するなど活躍している。しかし産駒のオープン入りはそのシャア一頭で、2006年は19頭、2007年は5頭、2008年は4頭と毎年種付数が減少していたことに加え父ダンスインザダーク自身が種牡馬として健在だったこともあり、2008年の繁殖シーズンをもって種牡馬を引退し、ノーザンホースパークで乗馬になった。

### 主な産駒
- シャア（2012年ステイヤーズカップ）

### 母の父としての主な産駒
- ディアマルコ（父スパイキュール） - のじぎく賞、高知優駿、兵庫サマークイーン賞3回、黒潮菊花賞、土佐秋月賞、佐賀ヴィーナスカップ、秋桜賞

## 種牡馬引退後
4年間過ごしたアロースタッドを9月24日に退厩し、去勢手術を受けた後、10月1日乗用馬としてノーザンホースパークに入場した。2009年7月28日、乗馬競技デビューに向けて訓練中と報じられた。2011年10月に福島県天栄村にあるノーザンファーム天栄に移り、牧場スタッフの乗馬練習用の練習馬となった。
その後、2019年11月に埼玉県本庄市の駿ホースクラブに移っている。2020年に引退名馬繋養展示事業の助成対象馬となった。

## 血統表
| ツルマルボーイの血統            | ツルマルボーイの血統                                 | ツルマルボーイの血統         | （血統表の出典）             | （血統表の出典）          |
| 父系                            | サンデーサイレンス系                                 | サンデーサイレンス系         | サンデーサイレンス系         | [ § 2 ]                   |
| 父 ダンスインザダーク 1993 鹿毛 | 父の父*サンデーサイレンス Sunday Silence 1986 青鹿毛 | Halo                         | Hail to Reason               | Hail to Reason            |
| 父 ダンスインザダーク 1993 鹿毛 | 父の父*サンデーサイレンス Sunday Silence 1986 青鹿毛 | Halo                         | Cosmah                       |                           |
| 父 ダンスインザダーク 1993 鹿毛 | 父の父*サンデーサイレンス Sunday Silence 1986 青鹿毛 | Wishing Well                 | Understanding                | Understanding             |
| 父 ダンスインザダーク 1993 鹿毛 | 父の父*サンデーサイレンス Sunday Silence 1986 青鹿毛 | Wishing Well                 | Mountain Flower              |                           |
| 父 ダンスインザダーク 1993 鹿毛 | 父の母*ダンシングキイ Dancing Key 1983 鹿毛          | Nijinsky                     | Northern Dancer              | Northern Dancer           |
| 父 ダンスインザダーク 1993 鹿毛 | 父の母*ダンシングキイ Dancing Key 1983 鹿毛          | Nijinsky                     | Flaming Page                 |                           |
| 父 ダンスインザダーク 1993 鹿毛 | 父の母*ダンシングキイ Dancing Key 1983 鹿毛          | Key Partner                  | Key to the Mint              | Key to the Mint           |
| 父 ダンスインザダーク 1993 鹿毛 | 父の母*ダンシングキイ Dancing Key 1983 鹿毛          | Key Partner                  | Native Partner               |                           |
| 母 ツルマルガール 1991 栃栗毛   | 母の父サッカーボーイ 1985 栃栗毛                     | *ディクタス                  | Sanctus                      | Sanctus                   |
| 母 ツルマルガール 1991 栃栗毛   | 母の父サッカーボーイ 1985 栃栗毛                     | *ディクタス                  | Doronic                      |                           |
| 母 ツルマルガール 1991 栃栗毛   | 母の父サッカーボーイ 1985 栃栗毛                     | ダイナサッシュ               | *ノーザンテースト            | *ノーザンテースト         |
| 母 ツルマルガール 1991 栃栗毛   | 母の父サッカーボーイ 1985 栃栗毛                     | ダイナサッシュ               | *ロイヤルサッシュ            |                           |
| 母 ツルマルガール 1991 栃栗毛   | 母の母エプソムガール 1978 黒鹿毛                     | アローエクスプレス           | *スパニッシュイクスプレス    | *スパニッシュイクスプレス |
| 母 ツルマルガール 1991 栃栗毛   | 母の母エプソムガール 1978 黒鹿毛                     | アローエクスプレス           | *ソーダストリーム            |                           |
| 母 ツルマルガール 1991 栃栗毛   | 母の母エプソムガール 1978 黒鹿毛                     | ゲシー                       | *ダイハード                  | *ダイハード               |
| 母 ツルマルガール 1991 栃栗毛   | 母の母エプソムガール 1978 黒鹿毛                     | ゲシー                       | ジヤヌワ                     |                           |
| 母系(F-No.)                     | エスサーディー系(FN:6-a)                             | エスサーディー系(FN:6-a)     | エスサーディー系(FN:6-a)     | [ § 3 ]                   |
| 5代内の近親交配                 | Northern Dancer 4×5 = 9.375%                         | Northern Dancer 4×5 = 9.375% | Northern Dancer 4×5 = 9.375% | [ § 4 ]                   |
| 出典                            | 1. 2. 3. 4.                                          | 1. 2. 3. 4.                  | 1. 2. 3. 4.                  | 1. 2. 3. 4.               |

- 母は朝日チャレンジカップ、小倉日経オープン、スイートピーステークスの勝ち馬。叔父に中日新聞杯、カブトヤマ記念を制したツルマルガイセン。全妹ツルマルシスターは野路菊ステークスの勝ち馬。